# Caccamo
Caccamo is een gemeente in de Italiaanse provincie Palermo (regio Sicilië) en telt 8528 inwoners (31-12-2004). De oppervlakte bedraagt 187,8 km², de bevolkingsdichtheid is 45 inwoners per km².

## Demografie
Caccamo telt ongeveer 3002 huishoudens. Het aantal inwoners daalde in de periode 1991-2001 met 1,3% volgens cijfers uit de tienjaarlijkse volkstellingen van ISTAT.
| Jaar | Inwoneraantal |
| ---- | ------------- |
| 1991 | 8636          |
| 2001 | 8524          |

## Geografie
Caccamo grenst aan de volgende gemeenten: Alia, Aliminusa, Baucina, Casteldaccia, Ciminna, Montemaggiore Belsito, Roccapalumba, Sciara, Sclafani Bagni, Termini Imerese, Trabia, Ventimiglia di Sicilia, Vicari.